# Idrossilbastnäsite-(Ce)
L'idrossilbastnäsite-(Ce) è un minerale appartenente al gruppo della bastnäsite.